# Кубинская анчоа
Кубинская анчоа (лат. Anchoa cubana) — вид лучепёрых рыб семейства анчоусовых. Эти морские пелагические рыбы обитают в субтропических водах юго-западной и центрально-западной Атлантики между 36° с. ш. и 30° ю. ш. и между 91° з. д. и 32° з. д. Тело веретенообразное, покрыто циклоидной чешуёй, голова голая. Максимальная длина 10 см. Встречаются на глубине до 60 м. Питаются планктоном. Представляют незначительный интерес для местного рыболовства.

## Ареал и среда обитания
Кубинская анчоа обитает в западной части Атлантического океана, от Северной Каролины, США, до Сантоса, Бразилия, в Мексиканском заливе и Карибском море, исключая Каймановы острова. Эта морская пелагическая рыба образует в прибрежных водах плотные стаи в прозрачной воде на глубине от 1 м до 60 м. Заходит в эстуарии речной системы Мансанарес.

## Описание
Тело вытянутое, высота в 5—6 раз меньше длины, сильно сжато с боков и покрыто циклоидной чешуёй, голова голая. Заострённое рыло выступает вперёд, длина немного уступает диаметру глаза.  В спинном и анальном плавниках первые три луча мягкие и неветвистые. Основание анального плавника расположено позади основания спинного плавника. На нижней челюсти имеются мелкие зубы, выстроенные в 1 ряд. Жаберные тычинки тонкие, немногочисленные. Боковая линия отсутствует, на голове имеются развитые сейсмосенсорные каналы. Плавники лишены колючих лучей. Хвостовой плавник выемчатый. Рот крупный, полунижний; задний конец длинной и тонкой верхнечелюстной кости заходит за край предкрышки. Чешуя легко опадает. Ротовое отверстие очень широкое. Крупные глаза расположены близко к концу рыла и покрыты снаружи прозрачной кожной плёнкой. 
В спинном плавнике 12—13 лучей; в анальном 16—21; в брюшных 6; жаберных тычинок на нижней части 1-й дуге (17—23) + (23—33); позвонков 42—43.  
Максимальная длина 10 см. Средняя длина не превышает 8 см. 

## Биология
Рацион кубинской анчоа состоит из планктона.

## Взаимодействие с человеком
Эти рыбы служат объектом местного промысла. Их ловят закидными неводами. Международный союз охраны природы присвоил виду охранный статус «Вызывающий наименьшие опасения».